# Бабийчук, Максим Николаевич
Макси́м Никола́евич Бабийчу́к (укр. Максим Миколайович Бабійчук; род. 28 апреля 1994, Запорожье) — украинский футболист, вратарь

## Биография

### Ранние годы
Воспитанник ДЮСШ запорожского «Металлурга», где его первым тренером был Николай Роздобудько. С 2007 по 2011 год провёл в общей сложности 29 матчей в чемпионате ДЮФЛ, а с 2008 по 2009 год сыграл 19 встреч в первенстве ДЮФЛ за СДЮШОР «Космос».

### Клубная карьера
В начале 2012 года дебютировал в профессиональном футболе в составе фарм-клуба запорожцев «Металлурга-2», за который в 6 поединках турнира Второй лиги пропустил 7 мячей. 1 августа 2012 года дебютировал за юниорскую (U-19) команду «Металлурга» в выездной игре против харьковского «Металлиста», против команды которого ранее, 27 июля дебютировал и за молодёжный (U-21) состав.
Ворота главной команды клуба впервые защищал 17 января 2015 года, отыграв первый тайм и пропустив 1 гол в контрольной встрече с азербайджанским «Хазаром». 31 октября 2015 года дебютировал в основном составе «Металлурга» в выездном матче Премьер-лиги против львовских «Карпат», выйдя с первых минут встречи, в которой в итоге пропустил 1 мяч. Всего за время выступлений в составе запорожской команды провёл 4 матча (пропустил 13 голов) в чемпионате, 37 поединков (пропустил 59 мячей) в молодёжном первенстве и 14 встреч (пропустил 14 голов) в юношеском турнире.
24 января 2016 года появилась информация, что Максим находится на просмотре в харьковском «Гелиосе». Но в результате 5 апреля подписал контракт с черновицкой «Буковиной». Однако уже в летнее межсезонье разорвал контракт. В июле 2016 года стал игроком «Нивы-В», за которую выступал до завершения 2017/18 сезона. В июле 2018 года подписал контракт с клубом «Верес» (Ровно).

### Карьера в сборной
В 2014 году вызывался в юношескую сборную Украины до 20 лет.

## Статистика
| Клуб                  | Лига         | Сезон   | Чемпионат | Чемпионат | Кубок | Кубок | Дубль | Дубль |
| Клуб                  | Лига         | Сезон   | Игры      | Голы      | Игры  | Голы  | Игры  | Голы  |
| --------------------- | ------------ | ------- | --------- | --------- | ----- | ----- | ----- | ----- |
| Металлург-2           | Вторая лига  | 2011/12 | 6         | −7        |       |       |       |       |
| Металлург (Запорожье) | Премьер-лига | 2012/13 |           |           |       |       | 13    | −14   |
| Металлург (Запорожье) | Премьер-лига | 2013/14 |           |           |       |       | 12    | −18   |
| Металлург (Запорожье) | Премьер-лига | 2014/15 |           |           |       |       | 9     | −15   |
| Металлург (Запорожье) | Премьер-лига | 2015/16 | 4         | −13       |       |       | 3     | −12   |
| Буковина (Черновцы)   | Вторая лига  | 2015/16 |           |           |       |       |       |       |
| Нива (Винница)        | Вторая лига  | 2016/17 | 5         | −6        | 1     | −1    |       |       |
| Нива (Винница)        | Вторая лига  | 2017/18 | 17        | −9        | 1     | −2    |       |       |
| Верес (Ровно)         | Вторая лига  | 2018/19 | 18        | −14       | 1     | −1    |       |       |
| Верес (Ровно)         | Вторая лига  | 2019/20 | 19        | −18       | 1     | −2    |       |       |